# シャドー・バンキング・システム
シャドー・バンキング・システムおよび影の銀行（英: Shadow banking system）は、金融安定理事会（Financial Stability Board）によると、銀行部門による与信活動を除いた信用仲介活動の総称である。PIMCO取締役（Paul McCulley）により命名された。欧米の商業銀行が帳簿上の資産額を増やさずに稼げるよう開拓したビジネスモデルであり、世界金融危機の中心となった。

## 概要

シャドーバンキングシステムと銀行による個人投資者と住宅ローンを例にした金融仲介の一例
複数の金融機関を経由して、シャドーバンキングはリスキーな満期変換を構造化している。図においてリテール証券会社とはミューチュアルファンドを指すが、米国外の機関投資家も市場へ資金を供給した。証券会社（投資銀行）とは、現在ブラックロックが世界最大で、傘下のヘッジファンドや上場投資信託も活躍する分野である。ここではソーシャルレンディング（いわゆるオルタナティブ・レンディング）も稼動している。住宅金融会社は日本でいうところの住専である。シャドーバンキングは多くの一般企業にも資金を供給している。

シャドー・バンキング・システムの主体は銀行を除いた機関投資家であるが、世界金融危機に発展するシステミック・リスクをつくったノンバンクが特に問題とされる。たとえば投資にレバレッジをかけすぎたヘッジファンドや投資銀行である。そこへミューチュアル・ファンドが資金を供給し、また、証券会社が証券化商品を提供した。ブラジルは銀行がシャドー・バンキングから多額を借り、オランダは銀行がシャドー・バンキングへ多額を貸しつけ、イギリスでは銀行とシャドー・バンクが互いに多額の融資を交換していた。
金融危機調査委員会、いわゆる新ペコラ委員会（Financial Crisis Inquiry Commission）は、シャドー・バンキングと危機の関係を精査のうえ、巨大なシャドー・バンキング・システムが大銀行を短期借りへ依存させたが、それを制限していれば危機は避けられたという見解を示した。
このような議論を受け、ドッド・フランク法とボルカー・ルールが策定・実施された。2018年春から、前者は改正され、後者は連邦準備制度が主導する形で、規制緩和が進んでいる。
世界金融危機で問題化したシャドーバンクは、総体として、1960-70年代JPモルガンなどの大銀行を中核とする独占的な機関化をアメリカ世論から批判された構造からの歴史的連続性・同一性が認められる。
1980年代という機関投資家の隆盛期に、プルデンシャル・ファイナンシャルなどが預金保険をシャドー・バンキング・システムに適用せよと主張していた。日本は2013年に適用した。
「新サービス貿易協定」（Trade in Services Agreement）は、シャドー・バンキング・システムを拡大させるものとみられる。
レポ市場で債券のフェイルを防ぐため、シャドー・バンキング・システムは手数料を稼ぎたい清算銀行を中心に、ときとして債券を買い占める機関投資家を序列化し、同時に裾野を広げてきた。量的金融緩和政策で市中の債券が不足したこともシステムの成長に拍車をかけた。2015年以降は各国で売りオペ論が強まって（いわゆる出口戦略）、システムへ中央銀行が取り込まれようとしている。
2007年10月、バンク・オブ・ニューヨーク・メロン（BNYメロン）がゴールドマン・サックス・ジャパンと三井住友銀行（SMBC）から日本国債のトライパーティー（Tri-Party）買い戻し条件付き合意のコラテラル・エージェントに選ばれた。証券の貸し手であるゴールドマン・サックスと借り手のSMBCを仲介する、担保取り扱い機関となったのである。日本の2社が国内で初めて日本国債レポ取引の履行にトライパーティー構成を利用した。BNYメロンの日本以外の顧客が行う、ストックローン、デリバティブ取引、株式を含む担保保証取引や、外国人保有の日本国債を含む確定利付きレポ借入は、トライパーティー構成で支援されることになった。

## 分析
シャドー・バンキング・システムは自身の金融仲介機能を市場型間接金融であると主張する。これは預金保険を受けるための議論である。しかし、「大きすぎて潰せない（Too big to fail）」シャドー・バンキング・システムは機関化の結果である。その機関化をアメリカで批判されながら推進してきたのは大銀行である。大銀行は、シャドー・バンキングの直接金融性を知りながら、系列であるシャドー・バンキングの実態を間接金融へ近づけ、しかもシャドー・バンキングへ資金を供給してシステミック・リスクを共有した。これら自ら招いた状況を理由として、預金なみに保護せよと主張させるのである。
銀行とシャドー・バンキングは密接な取引関係にある。たとえば銀行はヘッジファンドの保有資産を管理し、取引を実行している。レポ取引の相方もつとめる。特にレポ貸出を回収できない場合、ファンドの経営難は銀行に連鎖する。
シャドー・バンキング・システムは4つの仕組みを柱としている。
一つは国際通貨市場である。CHIPS、国際銀行間通信協会、そしてユーロ市場が整備されると、コマーシャル・ペーパー、マネー・マーケット・ファンド（MMF）、そして変動利付債の流通が促進された。間接金融ばなれは国際通貨市場から起こったのである。アジア通貨危機とロシア財政危機が起こっても、シャドー・バンキング・システムは成長した。それは短資の国際移動をたすけ、さらにMMF・証券化・店頭デリバティブをつかったレバレッジをかけ、即時グロス決済で国際銀行間取引市場を拡大した。
危機までのMMFは預金並みに換金が容易であったが、リーマン・ショックのとき取り付けがおこった。MMFは日本でこそなじみが薄いが、欧米では身近で残高も大規模であった。MMFは危機の説明に不可欠な世界的観点である。MMFにとらわれず付言しておくと、リーマン・ブラザーズのシャドー・バンキングは野村証券とバークレイズが承継した。
二つ目と三つ目はレポ取引と証券化である（OTD金融を参照）。MMF、ヘッジファンド、ファイナンス・カンパニーは、国際銀行ネットワークの手足となって、保有する資産担保証券の買戻し条件付売却（レポ借入）を行い資金を調達した。無担保のユーロ債はクレジット・デフォルト・スワップで証券化された。この証券化は、オイルショックのとき対外債務を抱えたラテンアメリカ諸国が1982-7年に財政破綻し、ブレイディ債からユーロ債への借換が進んだことを契機としている。
四つ目は店頭デリバティブである。店頭デリバティブは、これまでに列挙した三つの仕組みを利用してシステミック・リスクを分散し、四つの仕組みを強固に結合させる。システミック・リスクは、デリバティブのバリエーションによって拡大した。

## レポ市場
「レポ取引」（Repurchase agreement）とは、売り/買い戻しの条件付で行う債券売買である。レポ取引で債券を売る場合は、その債券を担保として資金を調達しているのと同じである。逆に、買い手は現金を担保としてその債券を借りているのである（リバース・レポ）。
「レポ市場」は銀行間取引市場と並ぶ短期金融の要である。取引される債券は国債であることが多い。レポ取引は、証券会社が在庫の国債を一時的に他の金融商品へ交換したり、オイルショック以降には国債を空売りしたりする目的でも利用されている。債券を借りている側がその債券を保有していないと、戻しの履行に困ってしまう（フェイル）。
アメリカのレポ市場にはすでに100年にわたる歴史がある。1920年代以降、連邦準備制度はレポ市場を公開市場操作の対象としてきた。連邦準備銀行とレポ市場との関係は、大恐慌と第二次世界大戦によっていったん途切れたが、1951年の「アコード（Accord）」以降から再び復活した。欧州では1973年にドイツ連邦銀行が為替手形を利用したレポ取引を初めて行った。1980年代に入ると、欧州で活動する米国投資銀行によってレポ取引が欧州市場に持ち込まれた。
レポ市場に関する情報や研究は21世紀でなお断片的である。2008年に国際決済銀行が、世界金融危機手前数年間について一定の調査結果を残している。アメリカのプライマリー・ディーラーと銀行持株会社から情報収集した結果、レポ取引の中心は大手投資銀行と大手銀行であることが分かった。アメリカでは前者が総取引の約2/3、後者が1/3を占めている。そして2000年代に入ってから欧州レポ市場の拡張ペースはアメリカのそれを上回っている。
2000年代に（世界の）レポ市場は急激に膨張したが、第一の理由はディーラーとなる銀行がレポ取引を利用することでレバレッジを操作できたからである。同一の担保が平均3回もディーラーの簿外取引として再利用され、シャドー・バンキング・システムの規模を過小評価させてきた。
レポ取引は仲介機関を通さないのが伝統であった。1970年代にソロモン・ブラザーズが、エージェント銀行あるいは清算銀行（クリアリング・バンク）が仲介するトライパーティーという仕組みをレポ市場にもちこんだ。1984-85年にかけて（ジャンク債市場に）発生したブローカー・ディーラーの破綻を契機に、トライパーティー・レポが広まるようになった。マネー・マーケット・ファンドがヘビー・ユーザーとなった。アメリカのトライパーティー・レポは、財務省証券、政府系住宅公社関連証券など、連邦準備銀行の担保適格証券が全体の82.7％を占めている。ユーロ圏のレポ市場では、担保証券の2/3がユーロ参加国が発行する国債である。
近年アメリカのトライパーティー市場では、JPモルガン・チェースとバンク・オブ・ニューヨーク・メロンが清算銀行を担当している。トライパーティー市場については、2010年ニューヨーク連邦準備銀行が調査結果を報告している。この市場は、国内のプライマリー・ディーラーが大口の短期資金を調達するためにもっとも活発に利用する市場で、市場規模はピーク時で2.8兆ドルに達している。リーマン・ショックの後、この市場での資金調達を続けていたのはプライマリー・ディーラーを含めて40社余りであった。その中で上位5社が全取引の57％を占め、上位10社では88％を占めていた。

## 中国のシャドー・バンキング・システム
2010年代、中国の地方政府は過剰な投資や支出を繰り返したが、これを支えたのがシャドー・バンキング・システムであった。地方政府の借り入れは、不動産開発による成長の見返りを期待したものであったが、ニーズに合わない無理なプロジェクトも多く、この期間、信託会社は急成長を遂げる一方で、潜在的な不良債権も抱えることとなった。
2020年、中国政府が過熱する不動産投機に対し融資規制をかけた上に、新型コロナウイルス感染症の拡大に伴うゼロコロナ政策が重なり、高成長を続けてきた中国国内の住宅市況は大きく落ち込んだ。銀行から融資を受けられなくなった不動産デベロッパーは、融資をシャドー・バンキングに求めたことで、次第にシャドーバンキング側も多くの不良債権を積み増すこととなった。
2021年に入ると不動産ベロッパーの破綻が次々と表面化するようになり、影響は大手の恒大集団にも及んだ。次第に不動産不況は、金融セクターにも波及。2023年8月には、中国最大級の資産運用会社の一つである中植企業集団傘下の信託会社、中融国際信託がデフォルトに陥ったことで問題が表面化した。